# Battaglia di Morne Pelé
La battaglia di Morne Pelé fu un episodio della rivoluzione haitiana.

## La battaglia
Il Morne Pelé era un rilievo roccioso dominante una pianura situata presso l'accampamento francese di Clerisse.
Nel gennaio del 1793, gli schiavi neri locali, accompagnati da gruppi di realisti francesi che combattevano per opposizione ai rivoluzionari già in patria, si rivoltarono al comando di Toussaint Louverture (destinato a divenire una delle figure dominanti della rivoluzione haitiana) ma furono battuti dalle forze della repubblica francese in loco comandate dal generale Étienne Maynaud Bizefranc de Lavaux.